# Свети Никола (Брод, Поречко)
Вижте пояснителната страница за други значения на Свети Никола.
„Свети Никола“(на македонска литературна норма: „Свети Никола“) е средновековен храм в поречкото градче Брод (Македонски Брод), Република Македония.
Храмът функционира едновременно като православна църква, от Бродското архиерейско наместничество на Дебърско-Кичевската епархия на Македонската православна църква – Охридска архиепископия, и като бекташко теке. Разположен е северно над Брод и до него се стига по 145 каменни стъпала.

## История
Според местните бекташи храмът е изграден в XIV век като бекташко теке. В центъра му е гробът на бекташкия светец Хадър Баба, който градил текето от 1395 година до 1415 година.
Според православната легенда гробът е на старец, който спасил жителите на село Грамада от върлуващата чума. Жителите мислели, че старецът е самият свети Никола и затова сръбският цар Стефан Урош III Дечански в 1314 година изградил тук манастир, разрушен при османското завоевание в края на века. В XVIII век турчинът Асан бег искал да си построи тук сарай, но сградата се сривала постоянно и вместо това той направил църквата и позволил в нея да се молят и православните и мюсюлманите.
В 1912 година, след като Брод попада в Сърбия, текето е превърнато в християнска църква, посветена на Свети Николай Чудотворец. В нея обаче освен православните продължават да се молят и местните бекташи и в храма има както православни икони, така и изображение на имам Али и бекташки символи. Двете религиозни общности заедно празнуват тук Гергьовден.
Църквата е осветена в 1993 година от митрополит Тимотей Дебърско-Кичевски.